# Famille Poupart de Neuflize
Pour les articles homonymes, voir Poupart et Neuflize (homonymie).
La famille Poupart de Neuflize est une famille de banquiers français.

## Historique
Jean Abraham André Poupart de Neuflize (1714-1793) est anobli par lettres patentes du  roi Louis XV en date d'avril 1769.
André Poupart de Neuflize (1752-1814) est fait baron de l'Empire par lettres patentes des 13 juin 1810 et 30 novembre 1816, titre confirmé par lettres patentes de Louis XVIII du 4 mars 1817.

## Membres notables
- Mathias Poupart, marchand
  - Louis Poupart, marchand
    - Louis Poupart (-1706), négociant
      - Isaac Poupart (-1728), négociant et manufacturier, bourgeois et échevin de Paris
        - André Poupart de Neuflize (1687-1744), négociant à Sedan et banquier à Paris
          - Jean Abraham André Poupart de Neuflize (1714-1793), négociant
            - Julie Poupart de Neuflize (1751-1811), épouse de Louis Labauche de Bazeilles
            - André Poupart de Neuflize (1752-1814), manufacturier et maire de Sedan
              - André Poupart de Neuflize (1784-1836), banquier et manufacturier, maire de Sedan
                - Clémence Poupart de Neuflize (1810-1899), épouse de Jules Joly de Bammeville
                - Blanche Poupart de Neuflize (1811-1868), épouse de Louis André
                - Zilia Poupart de Neuflize (1816-1889), épouse du ministre Auguste-Nicolas Vaillant
                - André Poupart de Neuflize (1820-1868), banquier et diplomate
                  - Jean de Neuflize (1850-1928), banquier et cavalier, régent de la Banque de France de 1902 à 1928
                    - Jacques Poupart de Neuflize (1883-1953), régent de la Banque de France de 1930 à 1936
                      - Roberte Poupart de Neuflize (1892-1979), comtesse de Bessborough, consort du vice-roi du Canada Vere Ponsonby

                  - Jeanne Poupart de Neuflize (1851-1935), épouse d'Albert Mallet
                  - Marthe Poupart de Neuflize (1853-1891), épouse de Gaston Kléber

              - Amicie Poupart de Neuflize (1786-1849), épouse de Gilles Lemoine des Mares

        - Alexandre Poupart de Beaubourg (-1779), officier de marine
          - Jean-Baptiste Poupart de Beaubourg (1755-1794), militaire et écrivain politique, administrateur et inspecteur général au Ministère de la Marine

  - Antoine Poupart
    - Jehan Poupart (1631-1691), négociant en draps, bourgeois de Sedan, émigre en Hollande
      - Jean Poupart (1668-1714), négociant en draps à Leyde, diacre de l'église wallonne de Leyde en 1707
        - Paul Poupart (1703-), marchand drapier à Leyde
          - Simon Poupart (1738-1812), marchand drapier à Sedan
            - Simon Poupart (1770-), manufacturier en draps à Sedan
              - Auguste Poupart de Wilde (1798-1882), homme de lettres, préfet de Vaucluse

        - Abraham Poupart (1706-1745), dit le Jeune, négociant en draps à Sedan
          - Pierre Poupart (1730-), général major
            -  Pierre-Charles Poupart (1775-1847), maréchal de camp, fait baron le 25 avril 1821

## Galerie

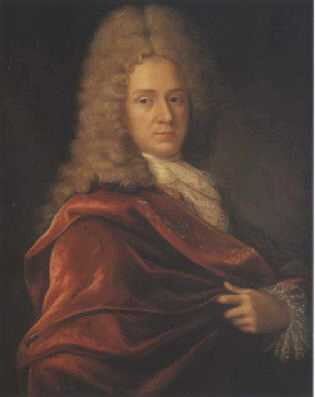
André Poupart (1687-1744)
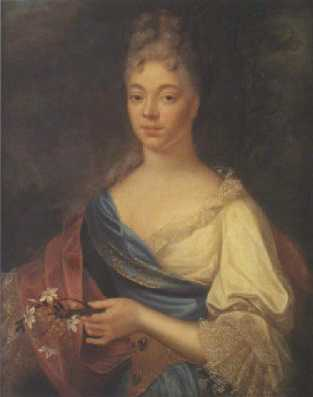
Marie Poupart, née Bechet
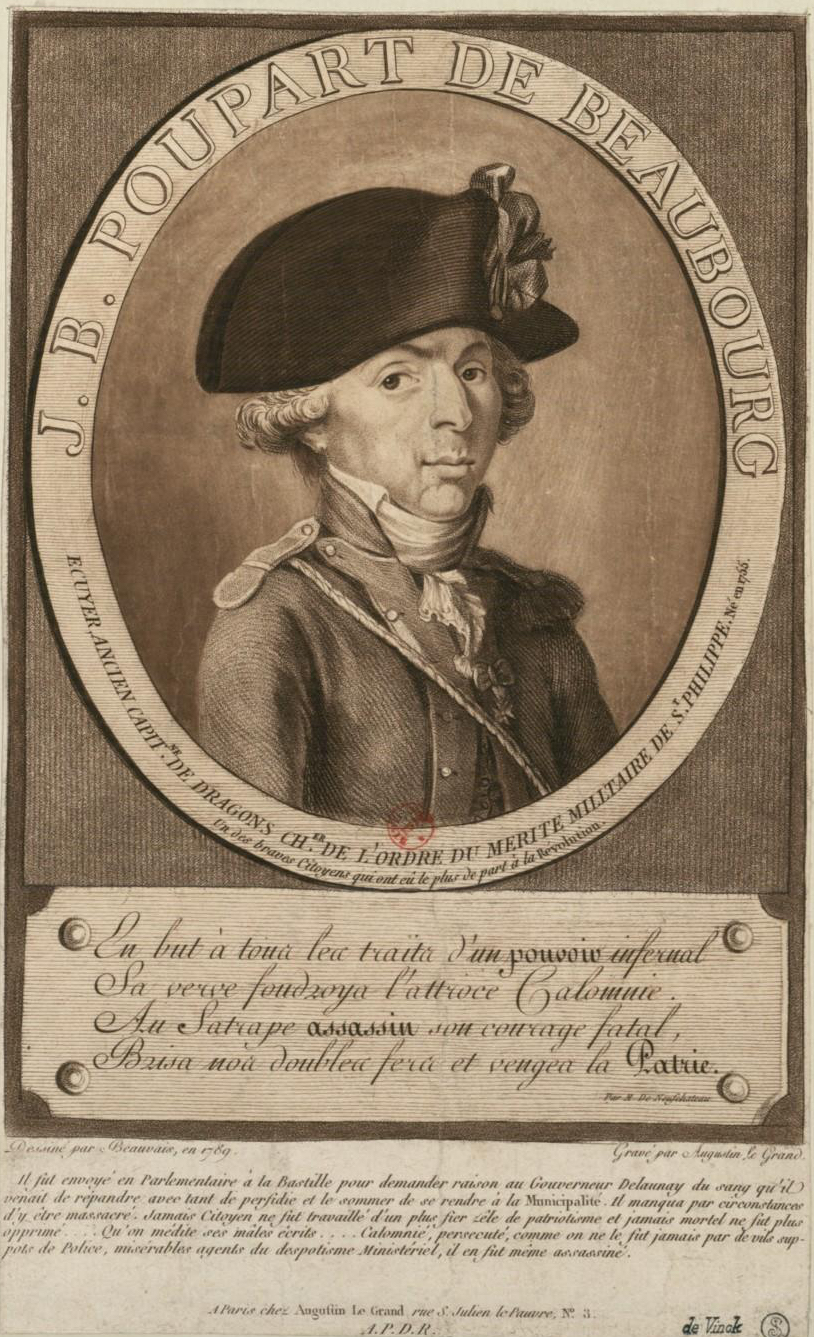
Jean-Baptiste Poupart de Beaubourg (1755-1794)
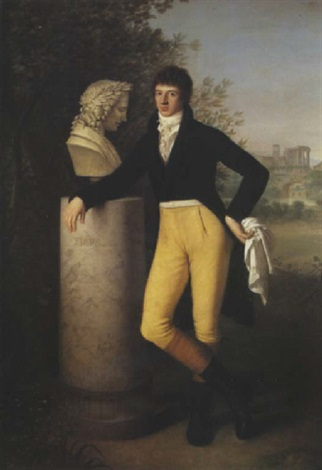
André Poupart de Neuflize (1784-1836)
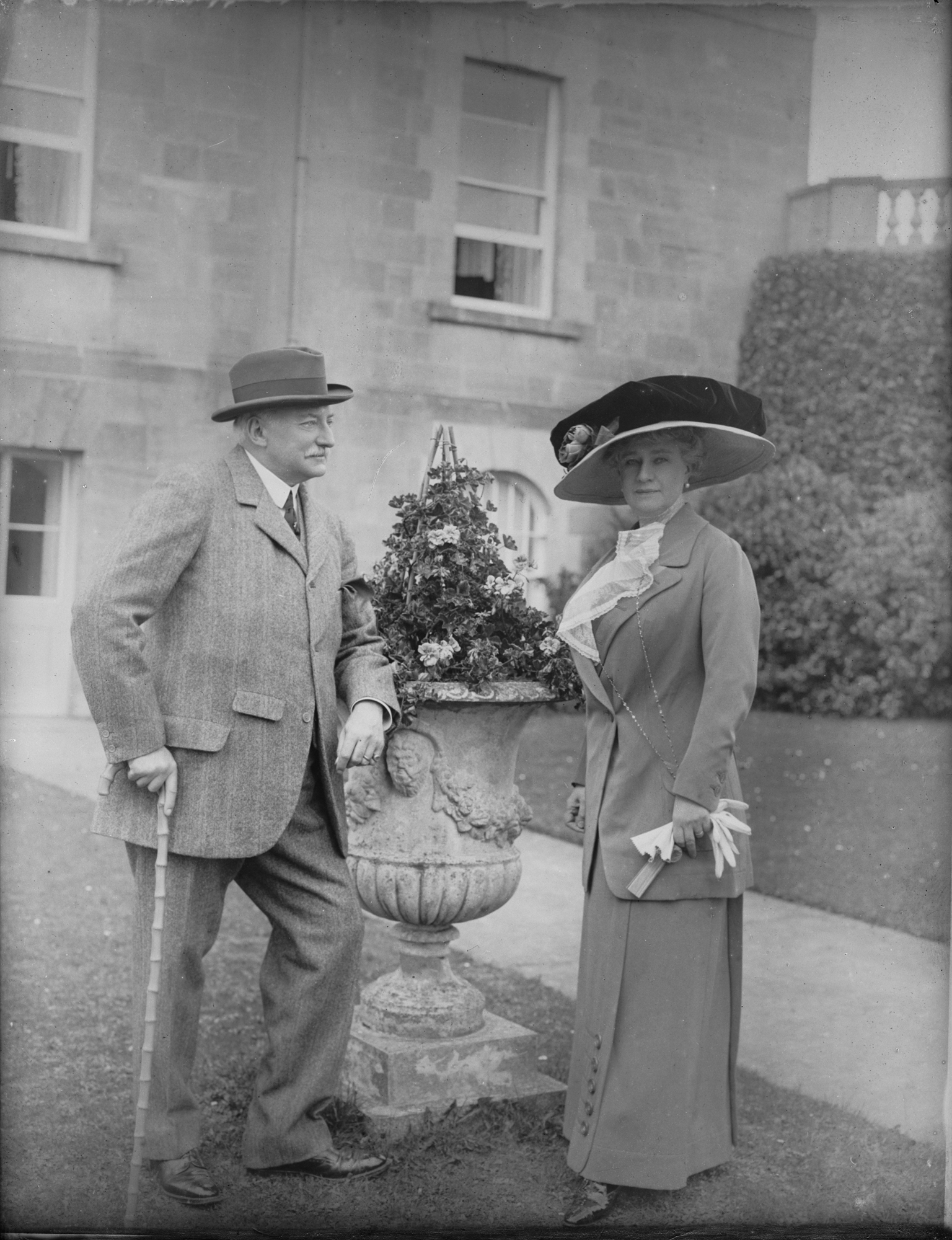
Baron et baronne Jean de Neuflize

### Sources
- Marc Scheidecker, Gérard Gayot, Les protestants de Sedan au XVIIIe siècle: Le peuple et les manufacturiers, 2003
- Dominique Barjot, Les patrons du Second Empire : Banquiers et financiers parisiens, 2002
- Gérard Gayot, L' Entrepreneur et l'historien: deux regards sur l'industrialisation dans le textile (XVIIIe – XIXe siècle), Presses universitaires Septentrion, 2013
- Geneviève Robida, Les Poupart et d'autres familles de Sedan, Cahiers du Centre de généalogie protestante, no 98, 2007, p. 58-64